# Vereda
Vereda är en kommun i Brasilien.   Den ligger i delstaten Bahia, i den östra delen av landet, 800 km öster om huvudstaden Brasília. Antalet invånare är 6 802. Arean är 829 kvadratkilometer.
Terrängen i Vereda är kuperad.
Omgivningarna runt Vereda är huvudsakligen savann. Runt Vereda är det ganska glesbefolkat, med 26 invånare per kvadratkilometer.